# مدرسه هنر دوسلدورف

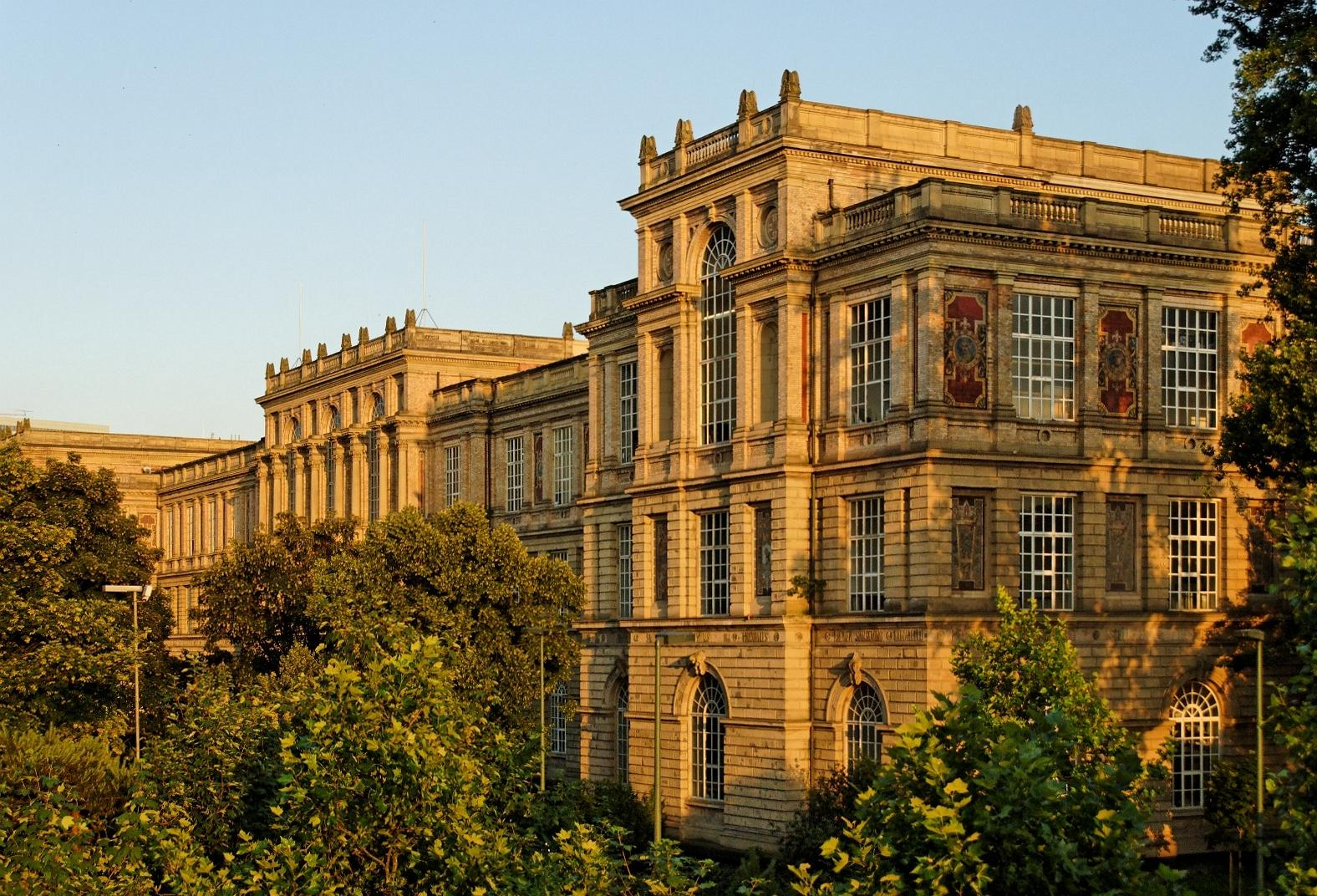
مدرسه هنر دوسلدورف

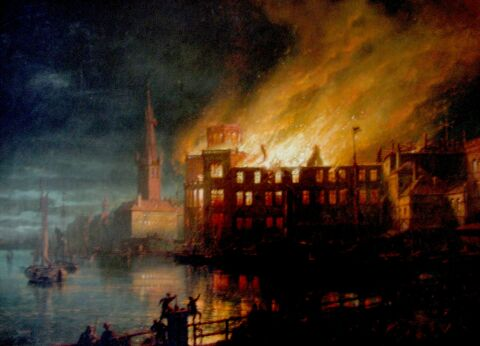
نقاشی از آتش‌سوزی مدرسه هنر دوسلدورف در سال ۱۸۷۲، اثر آگوست فن ویله

مدرسه هنر دوسلدورف (انگلیسی: Kunstakademie Düsseldorf) یک مدرسه هنر در دوسلدورف، آلمان است.
آکادمی هنر دوسلدورف در سال ۱۷۶۲ پایه گذاری شد و در سال ۱۸۱۹ به آکادمی سلطنتی دوسلدورف تغییر نام داد.
هنرمندان مشهوری همچون یوزف بویس، گرهارد ریختر، سیگمار پولک ، آوگوست ماکه ، آنزلم کیفر و برند و هیلا بخر ( که از سال ۱۹۷۶ تا ۱۹۹۶ از استادان برجسته آن شدند)  در این آکادمی تحصیل کرده‌اند.

## تاریخچه
این اکادمی توسط لمبرت کراهه (۱۷۱۰ - ۱۷۹۰) در سال ۱۷۶۲ پایه گذاری شد و در سال ۱۷۷۳ به آکادمی طراحی، نقاشی و مجسمه سازی ارل های پالاتین تبدیل شد.
آکادمی هنر دوسلدورف در زمان جنگ های ناپلئون به مونیخ نقل مکان کرد. بنابراین دولت پروس که پس از تسلیم ناپلئون منطقه دوسلدورف را ضمیمه خاک خود کرد، یک آکادمی هنرهای سلطنتی جدید در دوسلدورف افتتاح کرد. آغاز کار آن در سال ۱۸۲۲ صورت گرفت. در دهه ۱۸۵۰، آکادمی هنر دوسلدورف به یک مدرسه بین المللی هنری مشهور تبدیل شد. "مدرسه نقاشی دوسلدورف" در سطح بین المللی به عنوان نوع خاصی از طراحی حومه شهر شناخته می شد. دانشجویان زیادی از اسکاندیناوی، روسیه و ایالات متحده آمریکا به دوسلدورف آمدند.

## رشته‌ها
- هنر
  - نقاشی
  - پیکرتراشی
  - پیکرتراشی تجربی
  - ادغام هنرهای تجسمی و معماری
  - معماری
  - عکاسی
  - طراحی صحنه
  - گرافیک
  - تایپوگرافی
  - فیلم
- علوم مربوط به هنر
  - تاریخ هنر
  - فلسفه
  - علوم پرورشی
  - آموزش هنرهای تجسمی
  - جامعه‌شناسی
  - سخن‌شناسی و زیبایی‌شناسی
  - روان‌شناسی

## نگارخانه

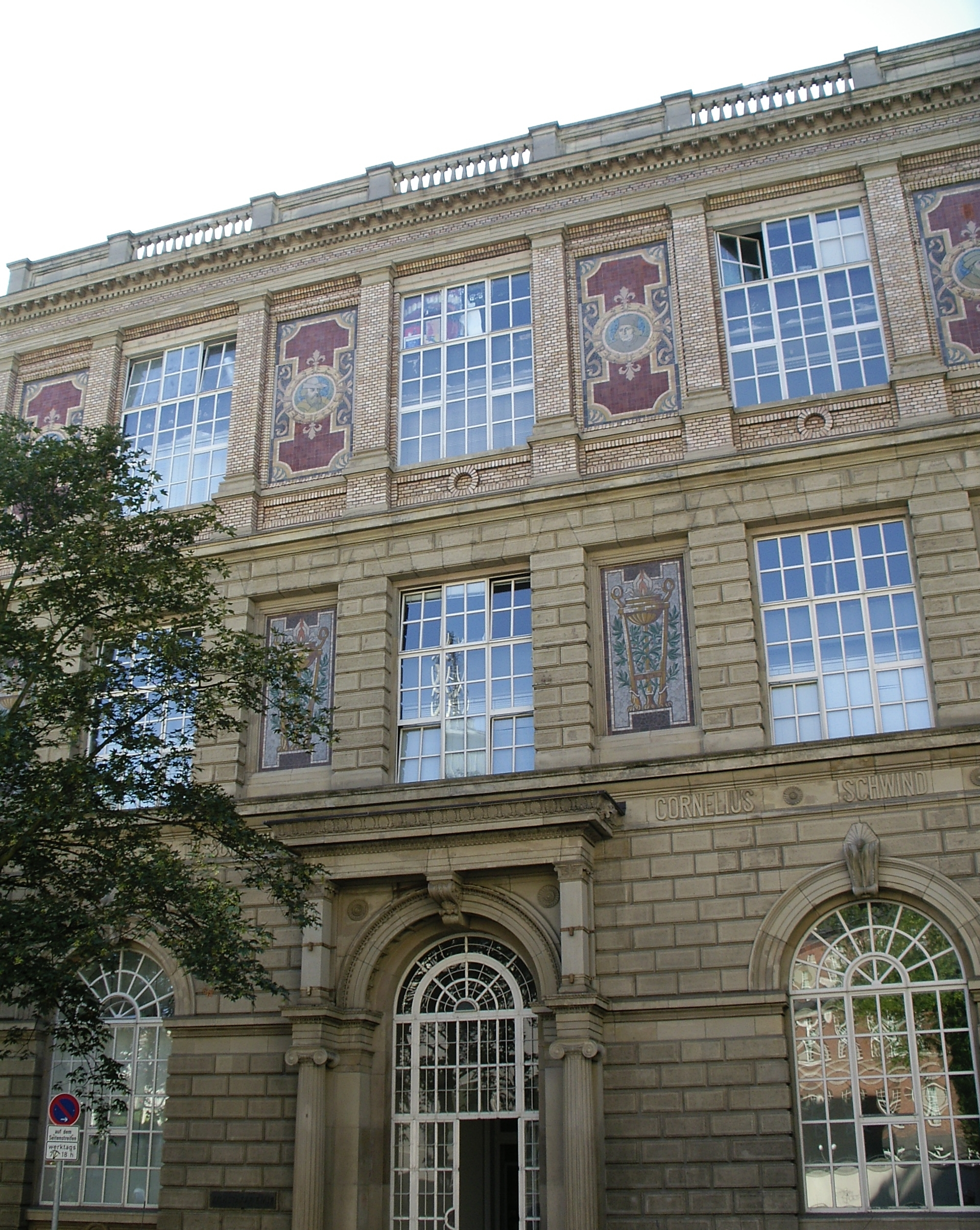
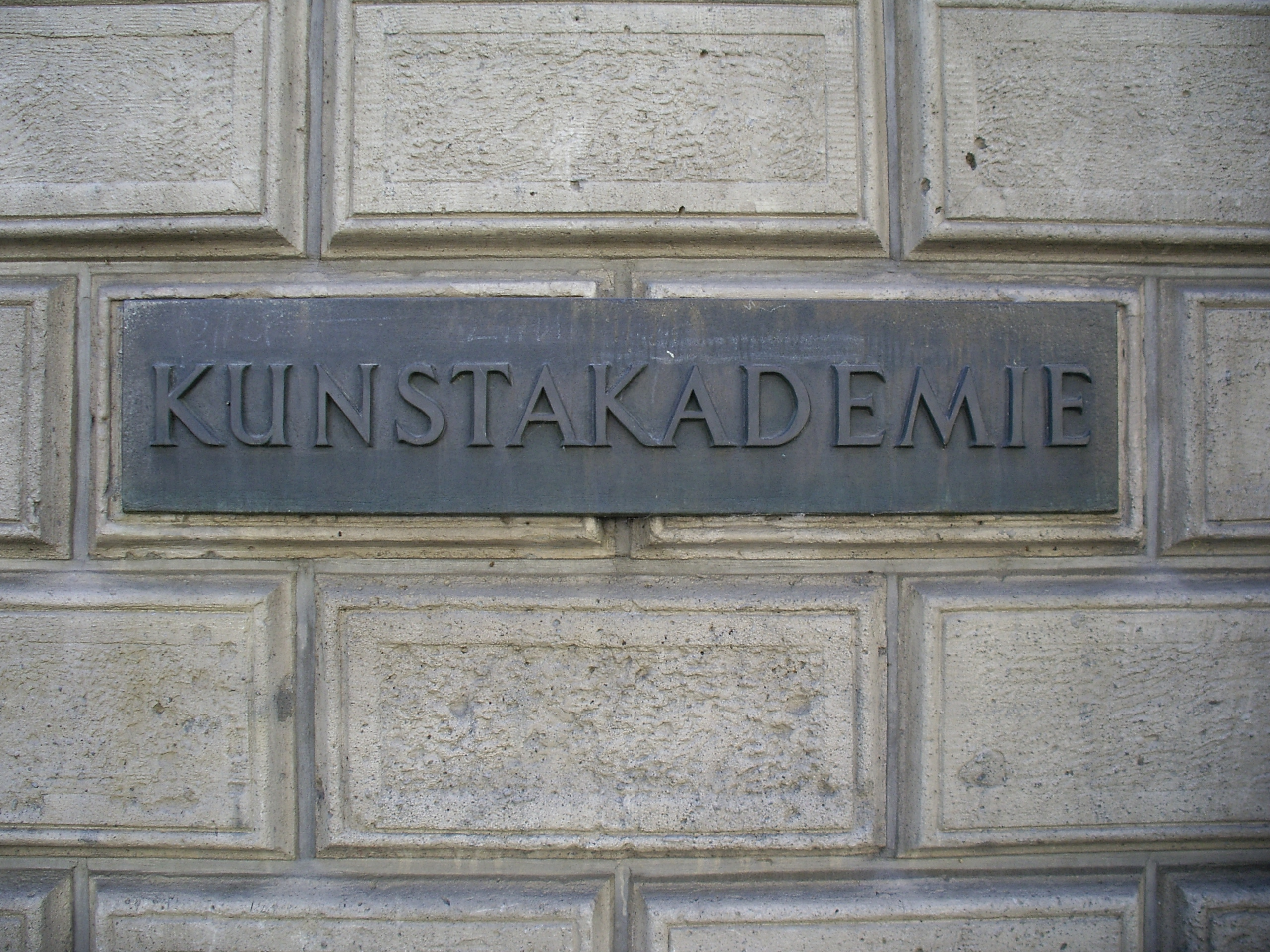
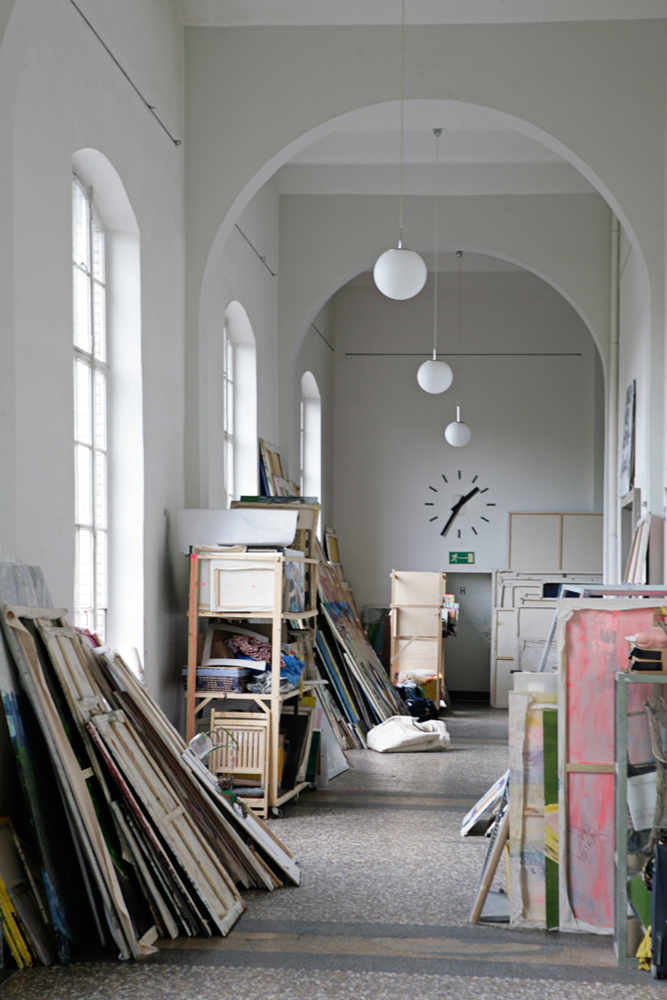
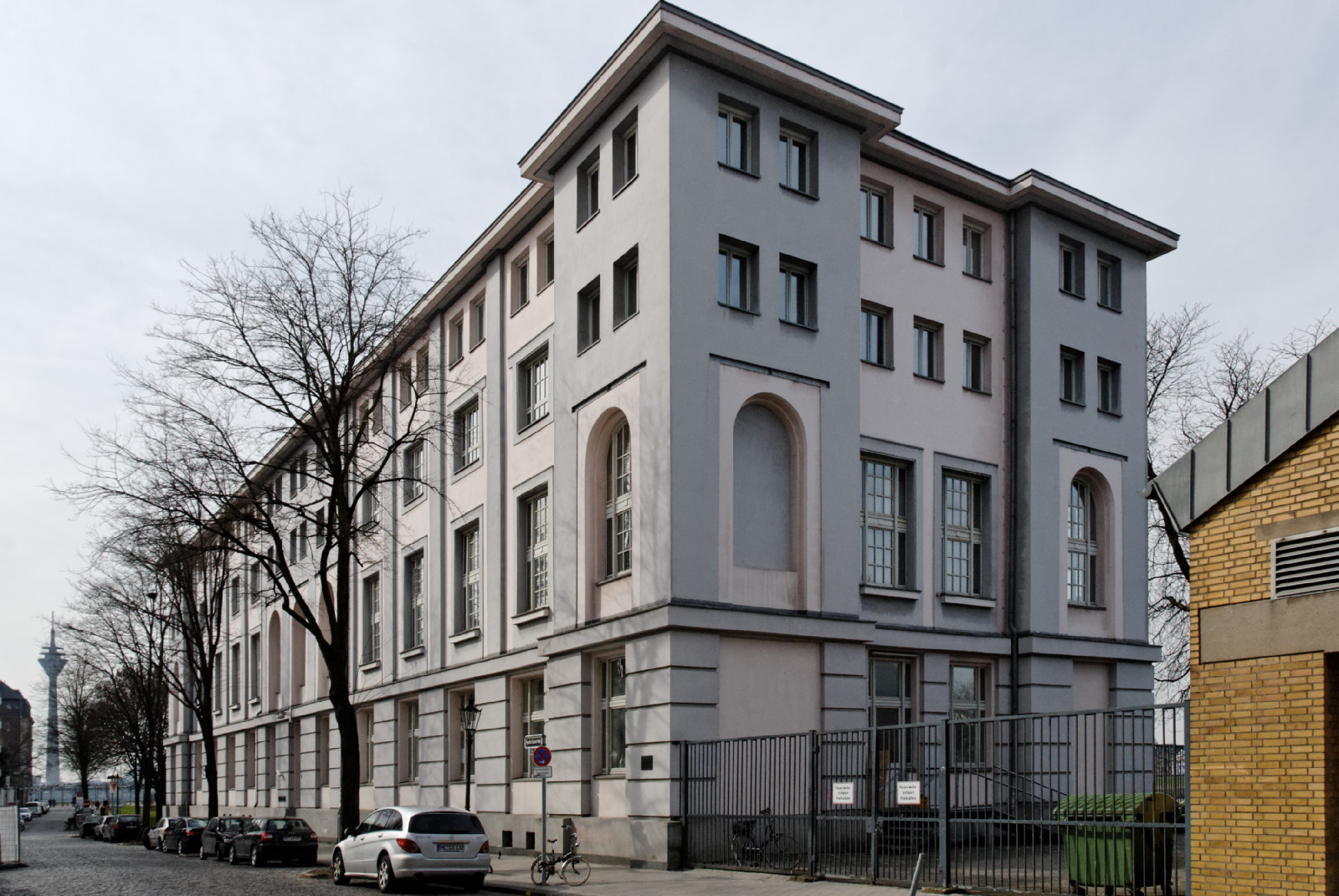
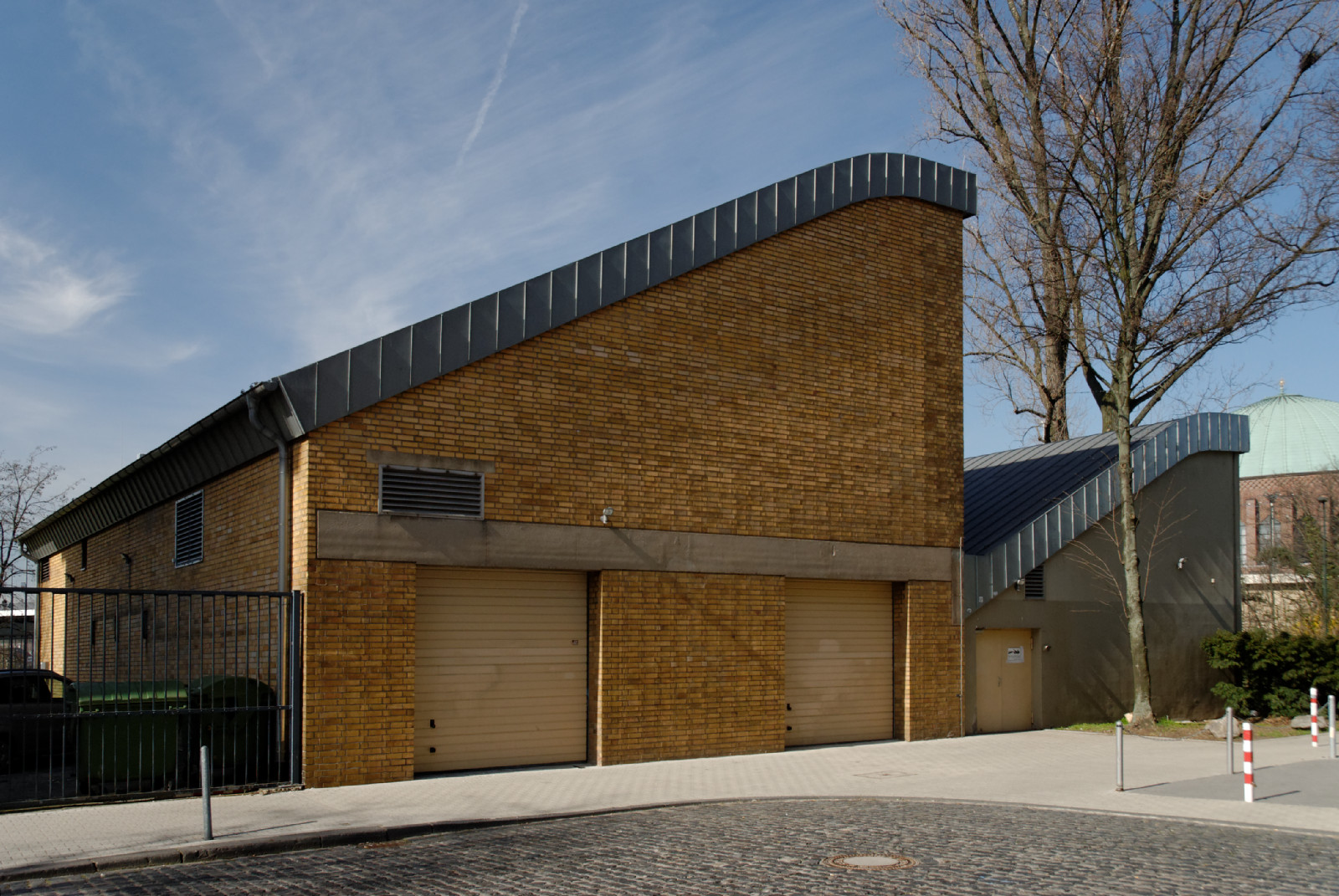
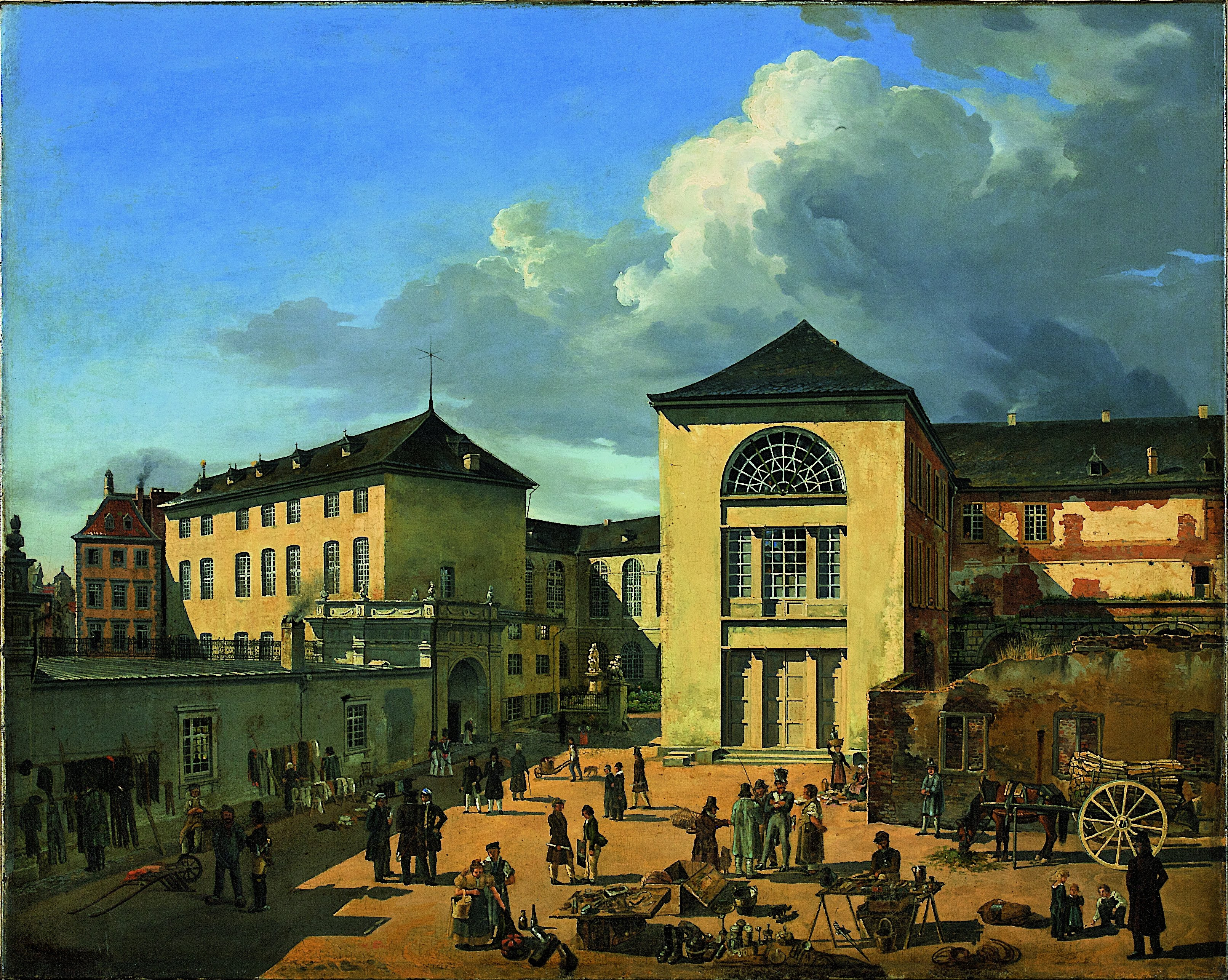
نقاشی از مدرسه اثر آندرئاس آخنباخ، ۱۸۳۱
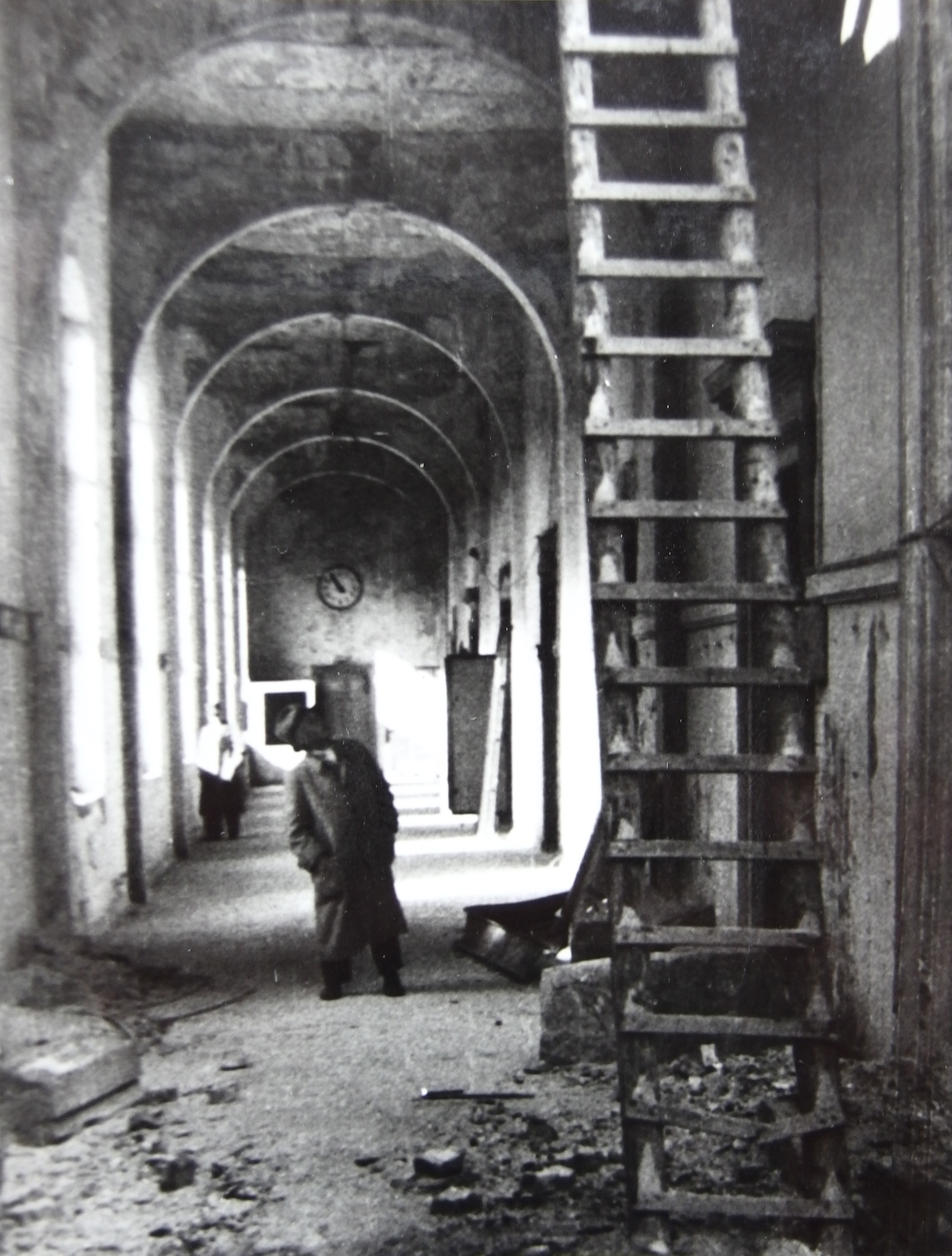
خسارات ناشی از جنگ جهانی، ۱۹۴۶